# Thune (Fluss)
Die Thune, im Oberlauf Strothe, ist ein 24,5 km langer, orographisch rechter Nebenfluss der Lippe in Nordrhein-Westfalen.

## Name
1644 wird der Oberlauf in den schriftlichen Aufzeichnungen als „die Struth“ bezeichnet. Der Name leitet sich vom mittelniederdeutschen Wort strōt für „Gebüsch, Dickicht“ ab.

## Geographie

### Verlauf

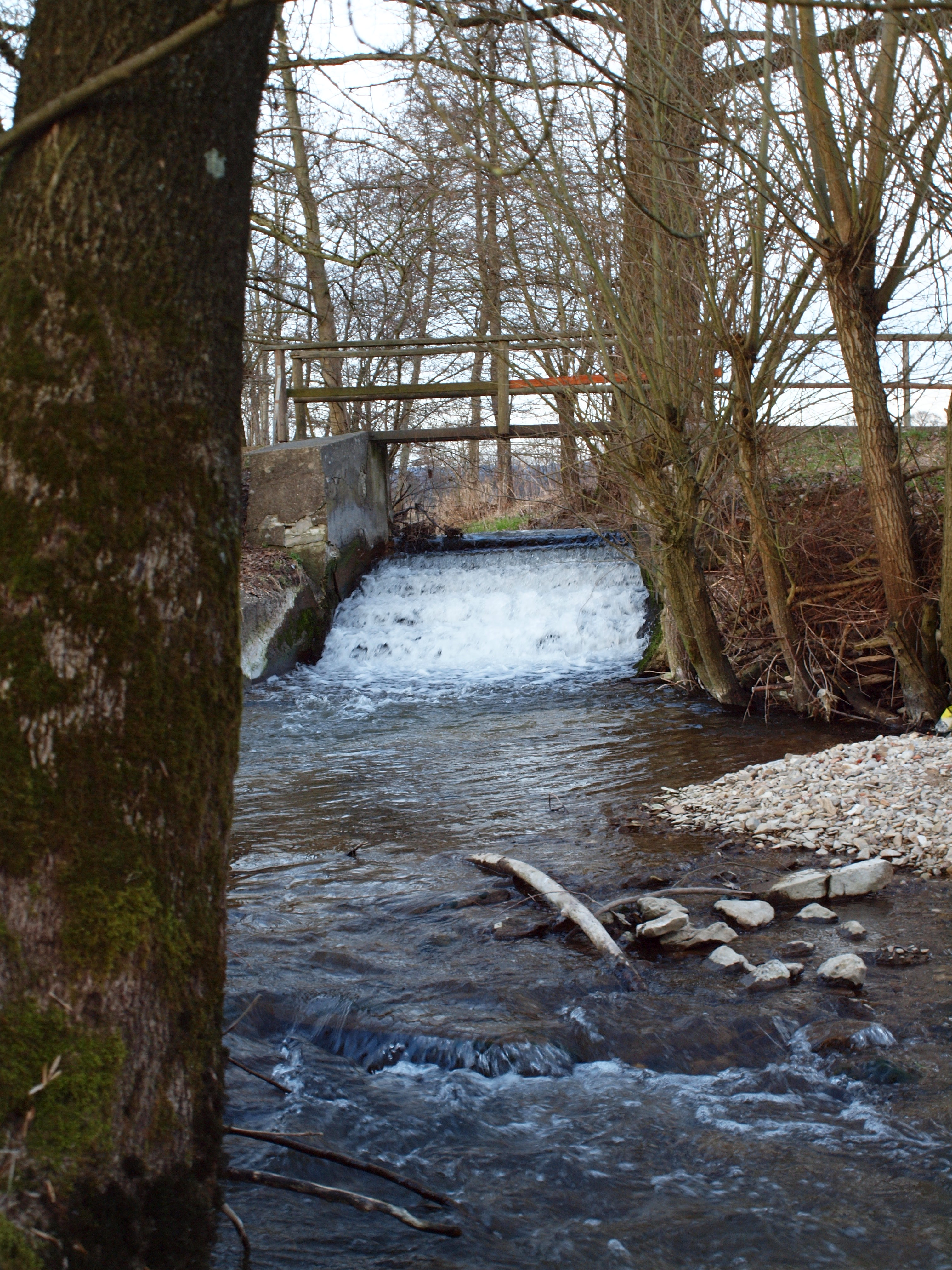
Die Strothe in Schlangen

Die Thune entspringt als Strothe im Eggegebirge im Düstergrund nordwestlich von Veldrom. Von seinem Ursprung aus fließt das Gewässer zunächst kurz in westliche Richtung, wendet sich dann jedoch dem Südwesten zu und fließt im Tal zwischen Barnacken und Hohlstein gefällereich hinunter nach Kohlstädt und weiter nach Schlangen. Hier nimmt die Strothe von rechts den in Oesterholz entspringenden Sternhofbach auf, fließt nordwestlich an Schlangen vorbei und tangiert den Nordwesten Bad Lippspringes. Am Diebesweg nimmt die Strothe von rechts die 7 km lange Lutter auf; ab dieser Stelle wird das Gewässer „Thune“ genannt. Die Thune fließt weiter Richtung Südwesten, nimmt von rechts die Grimke auf und erreicht Paderborn-Sennelager. Nach Durchfließen des Paderborner Stadtteils Sennelager nimmt sie ebenfalls von rechts noch den Mömmenbach auf. Bevor die Thune auf 95 m ü. NN in den östlich von Paderborn-Sande gelegenen Lippesee einmündet, dükert das Fließgewässer den Boker Kanal. Weiterhin durchfließt die Thune den Lippesee und mündet dann nach einer Fließstrecke von 22 km in die Lippe.
Ursprünglich mündete die Thune östlich von Sande in die Lippe. Nach Anlegung und der stetigen Vergrößerung des Lippesees in den 1970er- und 1980er-Jahren mündete die Thune in den See und floss so bis 2005 dort der Lippe zu. 2005 wurde die Lippeseeumflut in Betrieb genommen; die Lippe wird seitdem südlich um den See herumgeleitet und die Thune fließt ihr erst südlich von Sande etwa 200 Meter hinter der Staumauer des Sees zu.
Die Thune überwindet während ihrer Fließstrecke einen Höhenunterschied von 265 Metern, somit ergibt sich ein mittleres Sohlgefälle von 10,8 ‰.

### Zuflüsse
Die Thune besitzt neben einem namenlosen vier benannte Zuflüsse, die im Folgenden flussabwärts betrachtet aufgelistet werden:
- Lutter: 6,873 km langer, rechter Nebenfluss bei KM 6,0, Einzugsgebiet: 5,981 km²
- Grimke: 8,717 km langer, rechter Nebenfluss bei KM 4,5, Einzugsgebiet: 11,725 km²
- Mömmenbach: 6,974 km langer, rechter Nebenfluss bei KM 1,0, Einzugsgebiet: 6,128 km²
- Roter Bach: 13,619 km langer, rechter Nebenfluss des Lippesees, Einzugsgebiet 21,09 km²

Alle Längenangaben gemäß Landesvermessungsamt Nordrhein-Westfalen – km 0 befindet sich oberhalb des Lippesees, innerhalb und unterhalb dessen die Fließlänge noch etwa 2,1 km beträgt!

## Besonderes
Nördlich von Schlangen befindet sich ein Ableiter, wo ein kleinerer Teil des Wassers von der Strothe abgezweigt wird das dann als Schlänger Bach durch Schlangen fließt. In Schlangen nimmt der Schlänger Bach das Wasser mehrerer nur zeitweilig schüttender Quellen, sowie linksseitig das Wasser der nur sehr selten wasserführenden Lange Dresche aus dem Langen Tal, einem typischen Trockental, auf. Der Schlänger Bach fließt weiter nach Bad Lippspringe. Südlich des Gutes Dedinghausen nimmt der Bach das Wasser weiterer nur zeitweilig schüttenden Quellen auf, ab hier hat der Bach die Bezeichnung Thunebach. Dem Thunebach fließt im Bad Lippspringer Jordanpark der aus der Jordanquelle entspringende Jordan zu und übernimmt diesen Namen für den Abschnitt bis zur Mündung in die Lippe, die sich wiederum nach etwa einem Kilometer noch in Bad Lippspringe befindet.